# Макуути

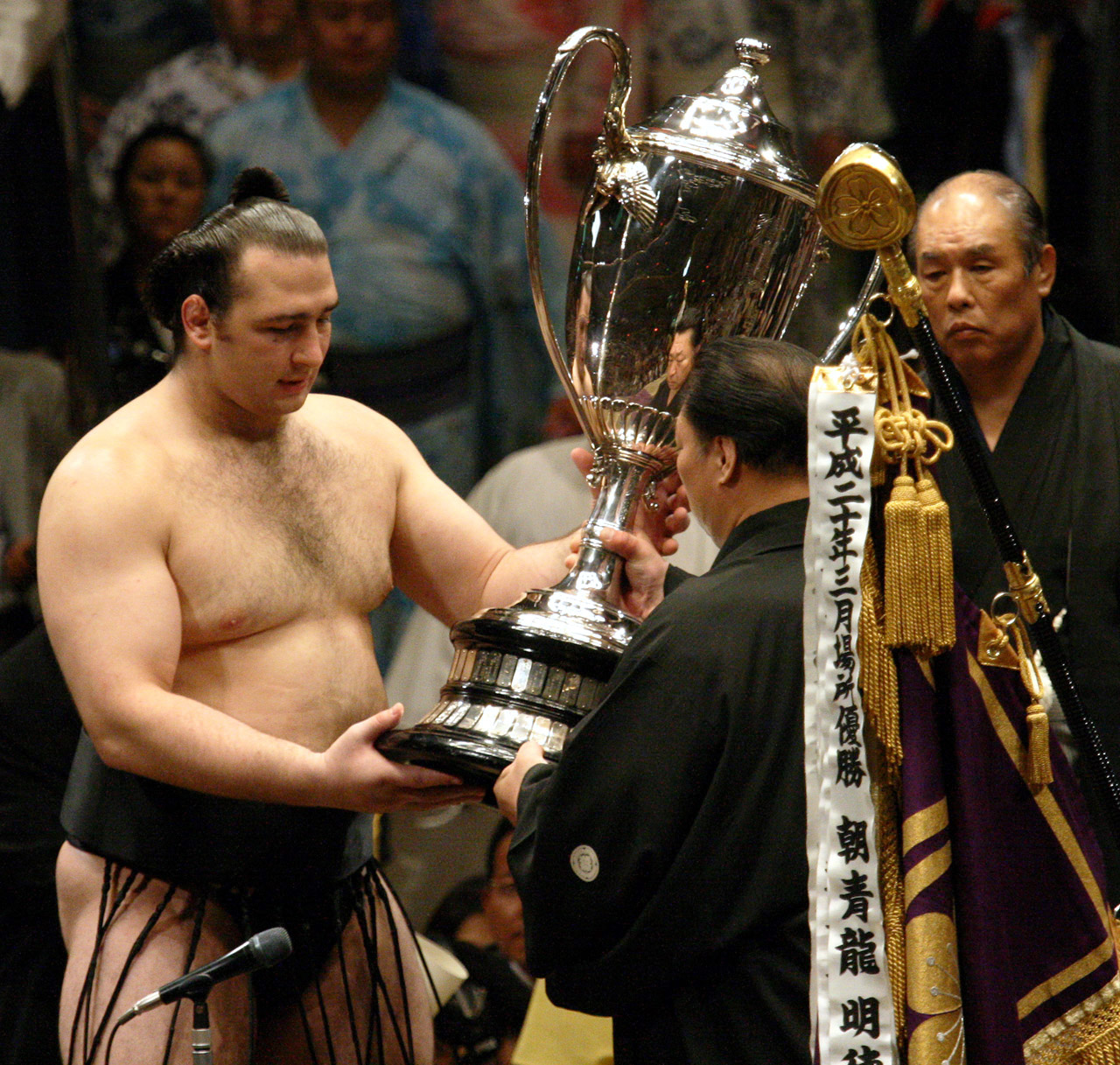
Котоосю с Кубком императора

Макуути́ (яп. 幕内), или макуно́ути (яп. 幕の内) — высший дивизион профессионального сумо. Число мест в нём фиксировано, с 2004 года в составе макуути 42 борца (в 1991–2003 годах было 40, в прошлом количество неоднократно менялось). Борцы макуути, а также предшествующего дивизиона дзюрё, являются полноценными профессионалами и называются сэкитори. В макуути существует пять рангов.
Чемпиону макуути вручается Кубок императора — главный спортивный трофей профессионального сумо, учреждённый в середине 1920-х годов. Кроме того, с 1947 года в этом дивизионе присуждаются специальные призы (сан-сё), предназначенные для поощрения самых результативных борцов, не имеющих высоких рангов.

## Турниры
Ежегодно с 1958 года Японская ассоциация сумо проводит шесть двухнедельных профессиональных турниров (басё). Они проводятся по нечётным месяцам. Каждый сэкитори должен провести на турнире 15 схваток. Турнирный день открывают схватки рикиси низших рангов, закрывают — высших. Список борцов всех дивизионов с соответствующими рангами носит название бандзукэ (яп. 番付); он публикуется, как правило, за 13 дней до начала очередного басё.
При таком многочисленном составе дивизиона круговой турнир практически невозможен, поэтому па́ры соперников выбираются по усмотрению судейского комитета: в начале турнира сводятся борцы близких рангов, а в конце — уже́ с учётом показанных результатов, чтобы выровнять в дивизионе шансы разных борцов на победу (то есть «неожиданно успешный» сэкитори низкого ранга в конце получит соперников высокого ранга). Борцов, принадлежащих к одной и той же школе сумо (хэя), а также борцов, являющихся близкими родственниками, обычно не сводят друг с другом в поединках на басё. Борцам низших рангов макуути могут назначить соперников из верха дзюрё — например, если в макуути остаётся нечётное число участников басё из-за снятия борцов с турнира.
Если борец снимается с начавшегося турнира — из-за болезни, получив травму либо решив завершить карьеру — в ближайшей схватке ему засчитывается техническое поражение (фусэмпай), а соперник получает техническую победу (фусэнсё); поединки следующих турнирных дней в статистике борца указываются как пропущенные (в случае травмы), либо не учитываются вообще (в случае отставки). Если проблемы со здоровьем окажутся не очень значительными, возможно возвращение борца на басё. Пропуск всего турнира обычно приводит к существенному понижению в бандзукэ (однако в 1972–2003 годах действовало правило, по которому борец, получивший травму во время схватки, мог без понижения своего ранга пропустить следующий турнир). В особых случаях судейский комитет может принять решение не понижать в ранге борцов, пропустивших турнир вынужденно — например, по причине эпидемии COVID-19.
Борец, выигравший на турнире наибольшее количество схваток, становится чемпионом дивизиона. Если одинаковые лучшие результаты показали два сумотори, в последний день басё между ними проводится дополнительный поединок (кэттэй-сэн), а если три и более — несколько поединков для выявления победителя (по системе, похожей на плей-офф), стартовые па́ры соперников составляются путём жеребьёвки, ранги при этом значения не имеют.

## Ранги
Макуути — единственный дивизион сумо, в котором есть особые высшие ранги (в остальных дивизионах используются просто нумерованные позиции). Всего в макуути пять рангов, от высшего к низшему: ёкодзуна, одзэки, сэкивакэ, комусуби и «рядовой ранг» маэгасира (с нумерацией). Кроме самого́ ранга, используется традиционное дополнение «востока» или «запада», по географическим частям Японии. Исторически сумотори восточных и северо-восточных регионов Японии представляли на турнирах восток, а западных и юго-западных — запад. В современном сумо у востока и запада уже нет географического смысла, эти дополнения теперь отражают линейную иерархию рангов, в которой восток выше запада (пример иерархии сверху вниз: сэкивакэ востока — сэкивакэ запада — комусуби востока). Ранг маэгасира является самым многочисленным, с 2004 года в нём находится не менее 30 борцов (их ранги пишутся с порядковым номером пары, как и ранги в следующих дивизионах сумо).
Изменения рангов борцов зависят от результатов предыдущего турнира: по общему правилу, повышаются в ранге борцы, показавшие преобладание побед (катикоси, яп. 勝ち越し; в высших дивизионах, где борцы проводят на турнире по 15 схваток, катикоси означает 8 и более побед), а показавшие преобладание поражений или пропусков (макэкоси, яп. 負け越し; не более 7 побед в 15 схватках) — понижаются. С повышением своего ранга борцы получают более сильных соперников; таким образом, стабильно удерживаемый ранг вполне отражает уровень силы и навыков сэкитори. Борцы макуути, показавшие макэкоси и при этом занимавшие низкую позицию в бандзукэ, на следующий турнир выбывают во второй дивизион (дзюрё), а им на смену в макуути поднимается соответствующее количество борцов дзюрё, показавших катикоси. Наибольшее количество одновременно покинувших макуути борцов — восемь (последний раз в июле 2010 года, когда множество борцов было дисквалифицировано за участие в нелегальном бейсбольном тотализаторе). Формальных правил на эти перемещения нет, ранги присваиваются специальной комиссией, учитывающей множество факторов; особые правила существуют только для присвоения двух высших рангов (ёкодзуна и одзэки).
Ранг одзэки может быть присвоен борцу, находящемуся в ранге сэкивакэ и выигравшему на трёх последних турнирах более 30 схваток (обычно необходимо 32-33, причём не менее 10 на каждом из турниров). В отличие от нижестоящих рангов, этот ранг не утрачивается в случае одиночного макэкоси (статус одзэки в такой ситуации называется «кадобан»). После двух макэкоси подряд одзэки понижается обратно в ранг сэкивакэ. Если после этого понижения борец выиграет на следующем басё не менее 10 схваток, он восстанавливается в ранге одзэки; также этот ранг может быть вновь присвоен ему на общих основаниях.
Ранг ёкодзуны присваивается находящемуся в ранге одзэки борцу, как правило, после двух подряд выигранных басё; помимо этого, претендент оценивается по критериям силы, мастерства, а также «хинкаку» («достоинства», или «изящества»). В отличие от борцов всех остальных рангов, ёкодзуна не может быть понижен; вместо этого ёкодзуна, которому уже не удаётся поддерживать высокий уровень выступлений, обычно сам уходит в отставку (интай).
Победа маэгасиры в схватке с ёкодзуной носит название «кимбоси» (яп. 金星, дословно «золотая звезда»). Каждая такая победа приводит к увеличению выплат борцу в течение всей его карьеры сэкитори. В случае технической победы кимбоси не присуждается.
Верхние ранги (от ëкодзуны до комусуби) объединены термином «санъяку» (яп. 三役). Дословно санъяку переводится как «три ранга»: ёкодзуна считается продвинутым одзэки, эти ранги являются «старшими санъяку», а сэкивакэ и комусуби — «младшими». Борцы, достигшие уровня санъяку, получают право на вступление в Японскую ассоциацию сумо. Они исполняют почётные церемониальные обязанности на открытии и закрытии басё, на встречах с важными персонами, например, с императором. Официальная заработная плата сэкитори зависит от ранга, и разрыв наиболее велик между старшими и младшими санъяку. Старшие также имеют право голоса на выборах президента Ассоциации, права на дополнительных адъютантов-рикиси.
На каждом басё обычно не менее двух борцов имеют ранги сэкивакэ и комусуби, их может быть и больше (например, в бандзукэ на январский турнир 2023 года — 4 сэкивакэ и 4 комусуби). Старших санъяку может быть разное количество, меньше двух не было до сих пор ни разу. В случае, если действующих одзэки оказывается меньше двух, и при этом есть действующие ёкодзуны, то ёкодзуна-1 той стороны света, где нет одзэки, обозначается в бандзукэ как ёкодзуна-одзэки. Такая ситуация имела место, в частности, на сентябрьском басё 1981 года, когда в бандзукэ было 3 действующих ёкодзуны и ни одного одзэки; Китаноуми был ёкодзуной-одзэки востока, а Тиёнофудзи — ёкодзуной-одзэки запада.

## Комментарии
1. ↑  До 1958 года проводилось менее шести ежегодных профессиональных турниров. В 2011-м и в 2020-м состоялось пять турниров.
2. ↑  Хотя составляется он сразу после предыдущего басё; точное содержание нового бандзукэ всё это время держится в тайне, исключением является лишь некоторая информация — например, какие борцы перемещаются между третьим дивизионом макусита и вторым профессиональным дивизионом дзюрё (эти борцы получают или теряют статус сэкитори и связанные с ним привилегии, в частности, заработную плату).
3. ↑  Исключение составляют кэттэй-сэн — дополнительные схватки для определения победителя турнира (плей-офф).
4. ↑  До 1947 года по правилам победа присуждалась борцу с более высоким рангом, поскольку на всём турнире он побеждал соперников более сильных, чем у других претендентов; однако победы иногда бывают техническими, что и привело к изменению правил в 1947 году.
5. ↑  Название «ёкодзуна» первоначально было всего лишь почётным титулом некоторых одзэки, отдельный ранг оформился после реставрации Мэйдзи, в конце XIX — начале XX веков.